# 케이시 스토니
케이시 진 스토니(영어: Casey Jean Stoney, 1982년 5월 13일 ~ )는 잉글랜드의 전직 여자 축구 선수이자 현직 여자 축구 감독이다. 선수 시절 포지션은 수비수였다.

## 클럽 경력
케이시 스토니는 12세 시절이던 1994년에 첼시 유스 팀에 합류했고 1998년에 아스널 유스 팀으로 자리를 옮겼다. 1999년에 아스널 성인 팀으로 승격되었고 2002년에 찰턴 애슬레틱으로 이적하면서 FA 여자 프리미어리그 무대에 데뷔했다. 2002-03 FA 여자컵 시즌에서 찰턴 애슬레틱의 준우승에 기여했고 2003-04 FA 여자 프리미어리그컵, 2004-05 FA 여자컵, 2005-06 FA 여자 프리미어리그컵 시즌에서 찰턴 애슬레틱의 우승에 기여했다.
케이시 스토니는 2007년 6월에 찰턴 애슬레틱이 해체 논란에 휩싸이면서 첼시로 이적했고 2011년부터 2013년까지 FA 여자 슈퍼리그에 소속되어 있던 여자 축구 클럽인 링컨 레이디스(2014년에 노츠 카운티 레이디스로 이름을 바꿈)로 이적했다.
케이시 스토니는 2008년, 2012년에 잉글랜드 축구 협회가 선정한 잉글랜드 올해의 여자 축구 선수상을 수상하는 영예를 안았다. 2014년에 아스널로 복귀했고 2016년 12월부터 2018년 2월에 은퇴할 때까지 리버풀 소속으로 활동했다.

## 국가대표 경력
케이시 스토니는 2000년 8월 16일에 열린 프랑스와의 경기에서 교체 출전하면서 잉글랜드 여자 축구 국가대표팀 선수로 데뷔했으며 2005년 3월 9일에 열린 포르투갈과의 알가르브컵 경기에서 자신의 국가대표팀 첫 골을 기록했다.
케이시 스토니는 잉글랜드에서 개최된 UEFA 여자 유로 2005에 참가한 잉글랜드 여자 축구 국가대표팀 명단에 이름을 올렸으나 본선에는 기용되지 않았으며 잉글랜드는 조별 예선에서 1승 2패를 기록하면서 탈락했다. 중국에서 개최된 2007년 FIFA 여자 월드컵에서는 본선 4경기에 모두 출전하여 잉글랜드의 8강전 진출에 기여했다. 핀란드에서 개최된 UEFA 여자 유로 2009에서는 이탈리아와의 조별 예선 경기에서 퇴장을 기록하여 잉글랜드가 이탈리아에 1-2 패배를 기록하는 빌미를 제공했지만 나중에 잉글랜드의 준우승에 기여하게 된다.
케이시 스토니는 독일에서 개최된 2011년 FIFA 여자 월드컵에서 본선 4경기에 모두 출전하여 잉글랜드의 8강전 진출에 기여했다. 2012년 3월 4일에 열린 프랑스와의 키프로스컵 경기에서는 잉글랜드 여자 축구 국가대표팀 100경기 출전 기록을 수립했는데 잉글랜드는 프랑스에 0-3 패배를 기록했다. 케이시 스토니는 2012년에 페이 화이트가 은퇴한 이후에 잉글랜드 여자 축구 국가대표팀의 새 주장으로 임명되었다. 2012년 런던 하계 올림픽에서는 영국 여자 축구 국가대표팀의 주장을 맡았으며 카메룬과의 조별 예선 경기에서 1골을 기록하여 영국의 3-0 승리에 기여했다. 하지만 영국은 캐나다와의 8강전 경기에서 0-2 패배를 기록하면서 탈락했다.
케이시 스토니는 스웨덴에서 개최된 UEFA 여자 유로 2013에 참가했으나 잉글랜드가 조별 예선에서 1무 2패라는 저조한 성적을 기록하면서 탈락하는 모습을 막지 못했고 스테프 호턴에게 잉글랜드 여자 축구 국가대표팀 주장을 넘겨주게 된다. 캐나다에서 개최된 2015년 FIFA 여자 월드컵에서는 콜롬비아와의 조별 예선 경기에서 선발 출전했으며 캐나다와의 8강전 경기, 독일과의 3·4위전 경기에서 교체 출전했다. 잉글랜드는 2015년 FIFA 여자 월드컵에서 3위를 차지하는 성과를 기록했다.
케이시 스토니는 네덜란드에서 개최된 UEFA 여자 유로 2017에 참가한 잉글랜드 여자 축구 국가대표팀 명단에 이름을 올렸지만 본선에는 기용되지 않았다. 2017년 10월 21일에 열린 프랑스와의 친선 경기를 끝으로 국가대표팀에서 은퇴했다.

## 감독 경력
케이시 스토니는 2009년 2월부터 2009년 6월까지 첼시의 선수 겸 감독을 역임했으며 2018년에는 잉글랜드 여자 축구 국가대표팀의 백룸팀 감독을 역임했다. 2018년 6월 8일에는 새로 창단한 여자 축구 클럽인 맨체스터 유나이티드의 감독으로 임명되었고 2018-19 FA 여자 챔피언십 시즌에서 맨체스터 유나이티드의 우승과 FA 여자 슈퍼리그 승격에 기여했다.

## 사생활
케이시 스토니는 2012년 11월에 《인디펜던트》가 선정한 영국의 영향력 있는 게이 및 레즈비언 명단에 이름을 올렸으며 2014년 2월 10일에는 자신이 레즈비언임을 공개적으로 표명했다. 케이시 스토니는 링컨 레이디스에서 팀 동료로 활동했던 메건 해리스와의 관계를 맺었다. 2014년 11월 8일에는 쌍둥이를 출산했고 2017년 12월 12일에는 셋째 아이를 출산했다. 케이시 스토니는 2015년 5월에 에식스 대학교로부터 명예 학위를 받았다.

## 수상

### 클럽
아스널
- FA 여자 프리미어리그 내셔널 디비전 2회 우승 (2000-01, 2001-02)
- FA 여자컵 3회 우승 (2000-01, 2013-14, 2015-16)
- FA 여자 프리미어리그컵 2회 우승 (1999-2000, 2000-01)

찰턴 애슬레틱
- FA 여자컵 1회 우승 (2004-05)
- FA 여자 프리미어리그컵 2회 우승 (2003-04, 2005-06)

### 국가대표
- UEFA 여자 유로 2009 준우승
- 2015년 FIFA 여자 월드컵 3위

### 감독
맨체스터 유나이티드
- FA 여자 챔피언십 1회 우승 (2018-19)

### 개인
- 2008년 잉글랜드 올해의 여자 축구 선수 수상
- 2012년 잉글랜드 올해의 여자 축구 선수 수상
- 2014-15 시즌 FA 여자 슈퍼리그 올해의 팀 선정
- 2015-16 시즌 FA 여자 슈퍼리그 올해의 팀 선정